# Okavango
Az Okavango folyó Afrika délnyugati részén, amely abban különbözik sok más „társától”, hogy nem vízbe torkollik.
A Zambézi, az Oranje és a Limpopo után Afrika déli részének legnagyobb folyója.  Angola területén, Huambo várostól 40 km-re keletre, a Bié-fennsíkon ered Cubango néven, majd határfolyó Angola és Namíbia között.  A Caprivi-sávot érintve Botswana földjén „torkollik” a Kalahári-sivatagba. Csodálatos deltája - amely mintegy 15 000 km² területű - állatok millióinak, és nem kevesebb mint hét nemzeti parknak ad otthont. Becslések szerint évente mintegy 11 milliárd m³ vizet nyel el a Kalahári-sivatag, amit az Okavango szállít.
Hossza 1600 km. Vízgyűjtő területe 154 000 km². Jelentősebb helységek a folyó mentén Rundu, Shakawe és Maun. Fő mellékfolyója a Cuito. 
Az Okavango folyó vizén Angola, Namíbia és Botswana vitázik.